# Red Star OS
Red Star OS (кор. 붉은별사용자용체계, Пульгынбёль Саёнджа Ёнчхеге) — северокорейская операционная система, основанная на Fedora Linux. Её разработка началась в Корейском компьютерном центре в 2002 году. До этого времени в КНДР обычно использовались англоязычные версии Windows. Распространяется только локализованная корейская версия.

## История

### Red Star OS 1.0
Первая версия появилась в 2008 году. Графический интерфейс данной версии максимально похож на графический интерфейс операционной системы Windows XP.
В Red Star OS 1.0 предустановлен веб-браузер «Нэнара» (кор. 내나라) на основе Mozilla Firefox и офисный пакет «Ури 2.0» (кор. 우리 2.0) на основе OpenOffice.org. Также, данная версия включает в себя Wine.

### Red Star OS 2.0
Разработка версии 2.0 началась в марте 2008 года и была завершена 3 июня 2009 года. Как и прошлая версия, Red Star OS 2.0 имеет пользовательский интерфейс в стиле Windows XP и была оценена в 2000 северокорейских вон (около 15 долларов США).
Данная версия также включает в себя веб-браузер «Нэнара». Браузер был выпущен 6 августа 2009 года как часть операционной системы и был оценён в 4000 северокорейских вон (около 28 долларов США).
В операционной системе используется специальная раскладка клавиатуры, которая сильно отличается от южнокорейской стандартной раскладки.

### Red Star OS 3.0
Версия 3.0 была представлена 15 апреля 2012 года и выглядит как Mac OS X.
Операционная система поставляется с предустановленным пакетом приложений, которые контролируют её пользователей. Если пользователь пытается отключить функции безопасности, операционная система может перезапустить или уничтожить себя. Кроме того, инструмент водяного знака, интегрированный в систему, маркирует весь медиаконтент серийным номером жёсткого диска. Это позволяет северокорейским властям отслеживать распространение файлов. Система также имеет скрытое «антивирусное» программное обеспечение, которое способно удалять цензурные файлы, которые удалённо хранятся северокорейской секретной службой. В операционной системе есть группа пользователей, называемая администраторами. Однако, пользователи не могут получить полные привилегии системы, даже если они являются администраторами. Команды, такие как sudo и su, недоступны.
ОС доступна для покупки за 32 северокорейских воны (0,25 $).

### Red Star OS 4.0
О версии 4.0 доступно очень мало информации.
По состоянию на конец 2017 года известно, что Red Star 4.0 существует и проходит полевые испытания. Согласно заголовку HTTP-сервера, серверный вариант версии 4.0 в настоящее время используется на веб-сайтах национальной авиакомпании КНДР Air Koryo, Голос Кореи и Пхёнъян синмун.
По данным Пхёнъян синмун, официальная версия Red Star OS 4.0 была разработана с января 2019 года с полной поддержкой сети, а также инструментами управления системой и услугами.
В июне и июле 2020 года южнокорейская компания NKEconomy (NK 경제) получила Red Star 4.0 и опубликовала статьи о ней.

## Технические условия
Red Star OS имеет модифицированный браузер Mozilla Firefox под названием «Нэнара» (кор. 내나라), используемый для просмотра веб-портала «Нэнара» в северокорейской интернет-сети, известной как Кванмён. Слово «Нэнара» означает «Моя страна» на корейском языке. Нэнара поставляется с двумя поисковыми системами. Другое программное обеспечение включает текстовый редактор, почтовый клиент, аудио- видеоплееры и игры.
Red Star OS 3.0, как и её предшественники, использует Wine и рабочий стол KDE 3. Она очень похожа на OS X Mavericks от Apple, тогда как предыдущие версии более похожи на Windows XP. Нынешний северокорейский лидер Ким Чен Ын был замечен с iMac на своём столе на фото в 2013 году, что указывает на возможную связь с редизайном.
Установочный DVD доступен в КНДР за 0,25 доллара США.
Обрабатываемые и просматриваемые в ОС файлы помечаются уникальными скрытыми метками, которые могут применяться для отслеживания и выявления происхождения обрабатываемой пользователями информации.

## Внимание СМИ
Японская газета «Чосон симбо», связанная с КНДР, взяла интервью у двух программистов Red Star OS в июне 2006 года. В феврале 2010 года российский студент из Университета имени Ким Ир Сена в Пхеньяне купил копию Red Star OS и рассказал об этом на своей странице в LiveJournal. Российский телеканал RT также написал об этом и перевёл статью на английский. Англоязычные технологические блоги, в том числе Engadget и OSNews, а также южнокорейские сервисы, такие как Yonhap, также опубликовали эту статью. В конце 2013 года Уилл Скотт, который посещал Университет науки и технологий Пхеньяна, купил копию Red Star OS 3.0 у розничного продавца KCC на юге Пхеньяна и опубликовал скриншоты в Интернете.
В 2015 году два немецких исследователя, выступая на Всемирном конгрессе хакеров, описали внутреннюю работу операционной системы. Правительство КНДР отслеживает теневой оборот USB-флеш-накопителей, используемых для обмена иностранными фильмами, музыкой и письмами, поэтому система использует водяные знаки всех файлов на портативных носителях, подключённых к компьютерам.

## Системные требования
Системные требования к оборудованию для запуска Red Star OS 2.0:
- Pentium III 800 Мгц[21]
- 256 MB ОЗУ
- 3 Гб на жёстком диске